# Róna (település)
Róna (1899-ig Rovnó, szlovákul: Rovné) község Szlovákiában, az Eperjesi kerület Felsővízközi járásában.

## Fekvése
Felsővízköztől 8 km-re délnyugatra, a Tapoly és az Ondava között fekszik.

## Története
A települést a német jog alapján alapították a radomai uradalom területén a 14. század közepén. Első írásos említése 1414-ben „Rovna” alakban történt. 1427-ben 35 portája adózott, a makovicai uradalom része volt. A 15. század végén lengyel hadak pusztították el. 1713-ban újra elnéptelenedett, 1777-ben pedig egy tűzvészben leégett.
A 18. század végén Vályi András így ír róla: „ROVNA. Orosz falu Sáros Várm. földes Ura Gr. Szirmay Uraság, lakosai katolikusok, és ó hitüek, fekszik a’ Makoviczai Uradalomban; határbéli földgye középszerű, legelője, és fája van mind a’ kétféle.”
1828-ban 68 házában 502 lakos élt, akik főként földműveléssel foglalkoztak. Később a közeli nagybirtokokon, illetve Kassa és Csehország üzemeiben dolgoztak.
Fényes Elek 1851-ben kiadott geográfiai szótárában így ír a faluról: „Rovnó, orosz falu, Sáros vmegyében, a makoviczi uradalomban, Orlichoz 2 órányira: 492 kath., 10 zsidó lak. Ut. p. Orlich.”
1920 előtt Sáros vármegye Felsővízközi járásához tartozott.

## Népessége
| Év:            | 1994. | 2004.   | 2014.   | 2024.   |
| -------------- | ----- | ------- | ------- | ------- |
| Emberek száma: | 513   | 506     | 491     | 456     |
| Eltérés:       |       | -1,36 % | -2,96 % | -7,12 % |

| Év:            | 2023. | 2024.   |
| -------------- | ----- | ------- |
| Emberek száma: | 453   | 456     |
| Eltérés:       |       | +0,66 % |

1910-ben 510, többségben szlovák lakosa volt, jelentős lengyel kisebbséggel.
2001-ben 474 lakosából 469 szlovák volt.
2011-ben 493 lakosából 323 szlovák és 114 ruszin.